# Лутонда, Тьерри
Тьерри Лутонда (нидерл. Thierry Lutonda; родился 27 октября 2000 года, Льеж) — бельгийский футболист, защитник клуба «Ла-Лувьер».

## Клубная карьера
Лутонда — воспитанник клуба «Андерлехт». 28 июля 2019 года в матче против «Остенде» он дебютировал в Жюпиле лиге.
В июле 2020 года перешёл на правах аренды в нидерландский «Валвейк».
24 мая 2024 года подписал двухлетний контракт с клубом ПЕК Зволле.